# Божнув
Божнув (пол. Bożnów, нім. Eckersdorf) — село в Польщі, у гміні Жагань Жаґанського повіту Любуського воєводства.
Населення — 905 осіб (2011).
У 1975-1998 роках село належало до Зеленогурського воєводства.

## Демографія
Демографічна структура станом на 31 березня 2011 року:
|          | Загалом | Допрацездатний вік | Працездатний вік | Постпрацездатний вік |
| -------- | ------- | ------------------ | ---------------- | -------------------- |
| Чоловіки | 433     | 81                 | 323              | 29                   |
| Жінки    | 472     | 98                 | 282              | 92                   |
| Разом    | 905     | 179                | 605              | 121                  |